# Arne Kavli
Arne Texnes Kavli (geboren am 27. Mai 1878 in Bergen; gestorben am 23. September 1970 in Oslo) war ein norwegischer Maler und Zeichner.

## Leben und Werk
Kavli kam 1878 als Sohn des Schauspielers Kristoffer Kavli und seiner Frau Agnes Texnes in Bergen zur Welt. Seine Schwester Aagot Nissen wurde später ebenfalls Schauspielerin. Kavli begann seine künstlerische Ausbildung in Bergen an der Tekniske Aftenskole (Technische Abendschule). Nachdem er seine frühen Arbeiten im Kunstverein von Bergen ausgestellt hatte, nahm er ab 1896 an den jährlichen staatlichen Kunstausstellungen in Kristiania (heute Oslo) teil. Mit einem Stipendium konnte er seine Ausbildung 1897 an der Kunstakademie Antwerpen fortsetzen. 1899 nahm er in Kopenhagen Unterricht bei Peder Severin Krøyer und Laurits Tuxen an deren privater Kunstschule (Kunstnernes Frie Studieskoler). Anschließend zog Kavli nach Paris, wo er bis 1914 lebte. Unterbrochen wurde diese Zeit durch jährliche Sommeraufenthalte in Norwegen, die er meist an der Küste von Jæren bei Stavanger verbrachte.
Zum Werk von Kavli gehören Gemälde mit Landschaftsmotiven, Interieurs, Stillleben, Porträts und Figurenkompositionen. Anfangs malte er vor allem Landschaften in gedämpften Tönen in der Art der Spätromantik. Ab 1905 folgten Bilder in heller Farbgebung im Stil des Impressionismus und Symbolismus. Teilweise finden sich dabei Landschaftsbilder mit gebogener Linienführung, die den Einfluss von Edvard Munch erkennen lassen. Ab 1910 wird Kavlis Pinselführung grober und es dominieren kräftige Farben in seinen Werken, beispielsweise in seinen Caféhausszenen. Aus den 1920er Jahren finden sich wiederholt melancholisch anmutende Gemälde in dunklen Farben. In dieser Zeit schuf Kavli zudem verschiedene Bühnendekorationen für das Nationaltheater in Oslo. Zum Ende seines Schaffens konzentrierte sich Kavli nahezu ausschließlich auf Ansichten aus Sørlandet in Südnorwegen. Neben der Ölmalerei schuf Kavli eine Reihe von Radierungen und Holzschnitten. Für seine grafischen Arbeiten erhielt er 1914 auf der Ausstellung für Buchgewerbe und Grafik in Leipzig eine Medaille. Seine Gemälde wurden neben häufigen Ausstellungen in Norwegen auch mehrfach im Ausland gezeigt. So schickte er 1912 Bilder zu den Ausstellungen des Sonderbundes in Köln und des Hagenbundes in Wien. 1914 waren Gemälde von Kavli im Berliner Kunstsalon Gurlitt zu sehen. Zudem wurden seine Werke auf den Weltausstellungen in San Francisco 1915 und Paris 1937 gezeigt. 1968 erhielt er den königlichen Verdienstorden (Kongens fortjenstmedalje).
Kavli war ab 1903 mit Tulla Larsen verheiratet, deren Bruder der Segler Alfred Larsen war. Es folgte 1911 die zweite Ehe mit Hildur Mønniche und 1925 die dritte Ehe mit Thony Drude Isachsen. Kavli starb 1970 in Oslo und wurde auf dem Friedhof Vestre gravlund bestattet.

## Werke in öffentlichen Sammlungen
- Sommerinteriør – Nationalmuseum für Kunst, Architektur und Design, Oslo[7]
- Velkommen – Nationalmuseum für Kunst, Architektur und Design, Oslo[8]
- Jær-kone – Nationalmuseum für Kunst, Architektur und Design, Oslo[9]
- Ung dame – Nationalmuseum für Kunst, Architektur und Design, Oslo[10]
- Skogsti – Nationalmuseum für Kunst, Architektur und Design, Oslo[11]
- Damen med støvler – Nationalmuseum für Kunst, Architektur und Design, Oslo[12]
- Kvinne i lykteskinn – Nationalmuseum für Kunst, Architektur und Design, Oslo[13]
- Dame med skjerf – Nationalmuseum für Kunst, Architektur und Design, Oslo[14]
- På badestranden – Nationalmuseum für Kunst, Architektur und Design, Oslo[15]
- Ung dame i snøreliv – Nationalmuseum für Kunst, Architektur und Design, Oslo[16]
- 17. mai – Nationalmuseum für Kunst, Architektur und Design, Oslo[17]
- Landskap fra Jæren – Nationalmuseum für Kunst, Architektur und Design, Oslo[18]
- Selvportrett – Nationalmuseum für Kunst, Architektur und Design, Oslo[19]
- Grønn benk – Nationalmuseum für Kunst, Architektur und Design, Oslo[20]
- Solstreif – Nationalmuseum für Kunst, Architektur und Design, Oslo[21]
- Dameportrett – Nationalmuseum für Kunst, Architektur und Design, Oslo[22]
- Diderich Hegermann – Kunstsammlung des Storting, Oslo[23]
- Portrett av Kalle Løchen – Bymuseet, Oslo[24]
- Luftskipet Norge over Oslo på vei mot Nordpolen – Bymuseet, Oslo[25]
- Interiør – Statens Museum for Kunst, Kopenhagen[26]
- Høstsol – Statens Museum for Kunst, Kopenhagen[27]